# Alfred Rossel
Pour les articles homonymes, voir Rossel.
Alfred Rossel, né à Cherbourg le 6 mars 1841 et mort dans la même ville le 17 décembre 1926, est un chansonnier normand.

## Biographie
Alfred (Louis Théodore Alfred) Rossel commence à composer vers 1872 pour des fêtes et des sociétés folkloriques régionales puis se détache de ces sources d'inspiration.
C'est le chansonnier normannisant le plus célèbre, toujours chanté dans les assemblées normandes comme dans les fêtes familiales. Ses textes sont écrits en langue normande du Cotentin, ou cotentinais, de la région de Cherbourg ou de la Hague, où se mêlent le parlé et le chanté.
Charles Gohel, son interprète fétiche, l'accompagna pendant plus de cinquante ans.
On doit également à Alfred Rossel d'avoir inspiré à Louis Beuve vers 1890 sa vocation de poète d'expression normande, grâce à la popularité de ses chansons dans la région de Cherbourg.
Edmond-Marie Poullain fut membre du comité, promoteur, et un apôtre zélé de l'édition des œuvres d'Alfred Rossel, ouvrage pour lequel il réalisa deux eaux-fortes.
Il est inhumé au Cimetière des Aiguillons à Cherbourg.

## Œuvres
Ses chansons ont connu plusieurs éditions, dont la plus récente est due à André Dupont, Chansons normandes, Coutances, OCEP, 1974. L'association Magène a également enregistré « Sus la mé », la chanson la plus célèbre de cet auteur, dans son CD « Magène en concert », en 2001.
- Sus la mé dans Wikisource
- Le meis d'avril